# Macroglossum volucris
Macroglossum volucris är en fjärilsart som beskrevs av Arnold Pagenstecher 1884. Macroglossum volucris ingår i släktet Macroglossum och familjen svärmare. Inga underarter finns listade i Catalogue of Life.